# Ringvormige orkaan

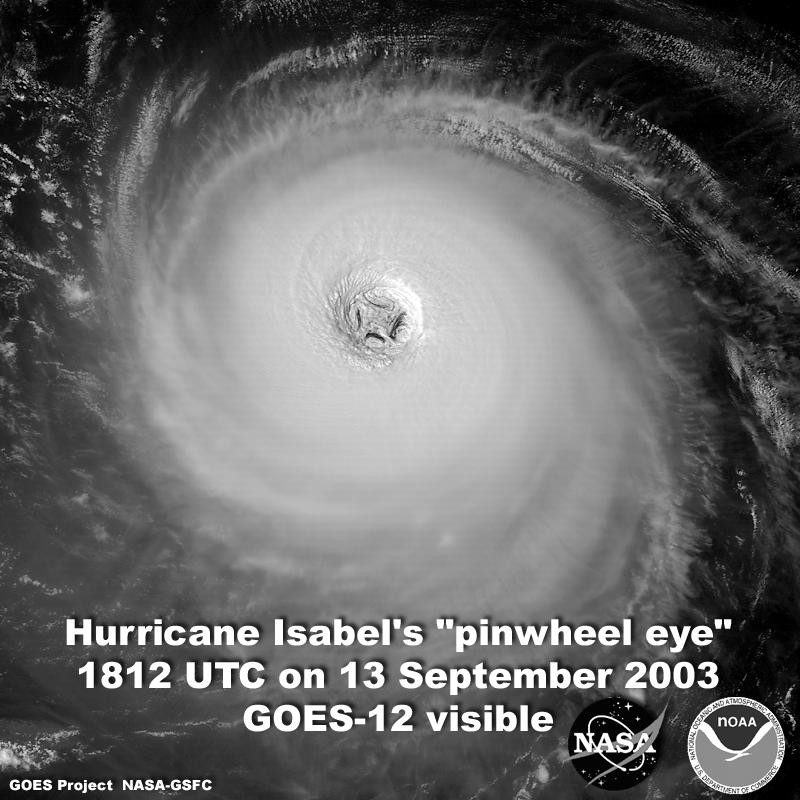
Orkaan Isabel in 2003 was een voorbeeld van een ringvormige orkaan.

Een ringvormige orkaan is een orkaan met een groot, symmetrisch oog en een brede oogrok, waar zich het merendeel van de convectie bevindt en weinig convectie daarbuiten. 

## Eigenschappen
Een ringvormige orkaan kent géén zogenaamde Eyewall Replacement Cycles zoals bij gewone orkanen, waarbij zich een nieuwe, wijdere oogrok vormt, die de oude oogrok afsnijdt van vocht en warmte en daardoor de cycloon verzwakt. Het uiterlijk van een ringvormige orkaan is goed te herkennen op satellietbeeld. Opvallend is het relatief grote oog en de compacte, dikke band van convectie om het oog. De spiraalvormige banden zijn slechts dun aan periferie aanwezig en verdwijnen in de brede band.
Naast dat zij geen Eyewall Replacement Cycles kennen, zijn ringvormige orkanen standvastiger in hun intensiteit. Dit leidt niet zelden tot onderschatting van de windsnelheid van de orkaan door meteorologen. Slechts 1% van alle orkanen in het Atlantische basin zijn van dit type. Er zijn echter meer orkanen die geen zuivere ringvormige orkaan zijn, maar wel in meer of mindere mate kenmerken van een ringvormige orkaan bezitten, zoals orkaan Luis in 1995 en orkaan Edouard in 1996. Voorbeelden van zuivere ringvormige orkanen zijn orkaan Isabel in 2003 en orkaan Epsilon in december 2005. Dat Epsilon zich vijf dagen (een record voor december) als orkaan kon handhaven onder ongunstige omstandigheden, is karakteristiek voor orkanen van dit type. Een voorbeeld uit de Grote Oceaan de recente orkaan Daniel.